# Hagyárosbörönd
Hagyárosbörönd község Zala vármegyében, a Zalaegerszegi járásban.

## Fekvése
A vármegye északnyugati részén fekszik, a megyeszékhely Zalaegerszegtől 11 kilométerre.
Két különálló településrész alkotja, a kiterjedtebb  Börönd és a lényegében egy utcás Hagyáros, az előbbitől jó másfél kilométerre keletre.
A közvetlenül határos települések: észak felől Sárfimizdó, északkelet felől Szentpál, kelet felől Vitenyéd, délkelet felől Felsőbagod (mindhárom utóbbi Bagod része), dél felől Zalaszentgyörgy, délnyugat felől Velence (Vaspör része), nyugat felől Vaspör, északnyugat felől pedig Ozmánbük és Halastó. Csak kevés híja van annak, hogy nem határos északkelet felől még Gersekaráttal, illetve Telekessel is.

### Megközelítése
Legfontosabb közúti megközelítési útvonala a Balatontól Zalaegerszegen át Nádasdig vezető 76-os főút, mely Börönd településrész főutcája is egyben. Hagyáros Felsőbagod felől a 76-osból kiágazó 74 143-as számú mellékúton, Börönd felől pedig egy önkormányzati úton érhető el.
Vasútvonal nem érinti, a legközelebbi vasúti csatlakozási lehetőségeket a Boba–Bajánsenye-vasútvonal Zalaszentgyörgy megállóhelye vagy Bagod megállóhelye kínálja, mindkettő nagyjából 5-6 kilométerre délre.

## Története
1941-ben jött létre Hagyáros és Börönd községek egyesítéséből. A két település nevének eredete nem ismert, valószínűleg a Hangyás – Hagyáros szóra, illetve a Bőrönd, Berend, Berény személynévre vezethetőek vissza. Börönd első írásos említése Berend néven 1332-ből származik. A Berendi család egyes ágainak tulajdona volt. 1513-ban egytelkes nemesi családok kezén találjuk. 1720-ban is a curiális, azaz nemesi igazgatás alatt álló helységek között van feltüntetve. Kápolnája, Urunk színeváltozásának tiszteletére 1754-ben épült fából, szalmával fedve. 150 személyt tudott befogadni, tornya nem volt, harangja a falu közepén külön haranglábon található. A hívek száma 1773-ban 435 fő. A népesség száma a 19. század folyamán egyenletesen emelkedett, az 1880-as évek végén már 97 házban 477-en laktak.
A középkorban az ellenség elől menekültek a lakók a mai helyére, amely addig erdő volt. "Hagarust" 1251-ben említik először, 1497-ben két Hagyárost emlegetnek, ezek 1519-ben, mint Kápolnás- és Felső Hagyáros szerepelnek. A Szent György tiszteletére emelt kápolna 1251-ben állt ugyan, de a plébánia Bagodon volt. 1778-ban a kápolna már nem volt meg, a hívek száma ekkor 79 volt. Az 1513-ban készült adólajstromban Bagoddal van együtt, és e két helyen a Bagodi, Kávási és Gellért családok a birtokosok. Az 1630-as évekből is van feljegyzés a helyiségről de 1720-ban már nem szerepel a lakott helyek között. Az 1830-as összeírás szerint Hagyáros nemesi falu, ahol 26 adózó és 16 zsellér lakik. Az összeírás szerint a falu jó anyagi viszonyaira tekintettel kivetették a falunépére a katonaság téli eltartására adandó járandóságot. A 19. század folyamán a település lakóinak száma alig változik, 17 házban 88 ember él. Ebben az időben a források a lovászi és szentmargitai Sümeghy- és a báró kissennyei Sennyei családot említik a nagyobb birtokosok között.
A legjelentősebb hagyárosi földbirtok 355 kataszteri holdas volt, és eredetileg a kissennyei Sennyey bárói család tulajdonában volt. A reformkorban, boldogfai Farkas János Nepomuk (1774–1847), táblabíró, Zala vármegye helyettes alispánja, feleségével, besenyői és velikei Skublics Angéla (1775–1839) asszonnyal együtt, az örökölt jószágai eladása után, közösen vásárolták a báró Sennyey családtól az alsó- és a felsőbagodi földbirtokokat, valamint a hagyárosi földbirtokot. Farkas János helyettes alispán anyja, boldogfai Farkas Jánosné lovászi és szentmargitai Sümeghy Judit volt, aki után szintén örökölt hagyároson birtokrészt. A hagyárosi birtokot Farkas János és Skublics Angéla fia, boldogfai Farkas Imre János Lipót (1811–1876), főszolgabíró, örökölte tovább. A tehetős boldogfai Farkas Imre birtokos pedig három fiúgyermeke között osztotta meg birtokait: az alsó- és felsőbagodi jószágokat boldogfai Farkas József (1857-1951), országgyűlési képviselő, politikus, valamint boldogfai Farkas Gábor (1863-1925) örökölte.
A hagyárosi földbirtok pedig ifjabb boldogfai Farkas Imre (1860-1895) úrra szállt át, aki feleségül vette a nemesi származású nemesvitai Viosz családból való nemesvitai Viosz Mária (1863–1935) kisasszonyt, nemesvitai Viosz Lajos (1836–1869), andráshidai birtokos, és nemesnépi Marton Zsófia (1842–1900) úrnő leányát. Farkas Imre korai hirtelen halála után özvegyasszonya tovább vitte a földbirtok és az ottani kuria fenntartását. Farkas Imréné Viosz Mária földbirtokos asszony híres volt a kis angolkertje miatt, amelyet gondosan ápolt. A hagyárosi földbirtok utolsó tulajdonosa, ifjabb Farkas Imre és Viosz Mária egyetlen leánya volt: boldogfai Farkas Margit (*Hagyáros, 1888. február 24. – †Zalaegerszeg, 1972. április 1.), akinek a férje, dr. udvardi és básti Udvardy Jenő (1880–1941) jogász, kormányfőtanácsos, zalaegerszegi ügyvédi kamara elnöke, Zalaegerszeg megyei város tiszti főügyésze, a zalamegyei legitimista "Magyar Férfiak Szentkorona Szövetségének" az alapító elnöke volt. 1935-ben elhunyt boldogfai Farkas Imréné Viosz Mária, és ekkor Udvardyné boldogfai Farkas Margit úrnő 1936-ban bérbeadta Hamburger Mátyásnak; a gazdálkodást folytató személy, pedig nemesvitai Viosz Ferenc (1904-1983) okleveles gazda volt, Margit úrnő unokatestvére. A kommunizmus bejövetele után Udvardyné elvesztette a földbirtokát.

## Közélete

### Polgármesterei
- 1990–1994: Molnár Imre (KDNP)[5]
- 1994–1998: Molnár Imre Sándor (KDNP)[6]
- 1998–2002: Paksa Imre (független)[7]
- 2002–2006: Fillinger Dénes (független)[8]
- 2006–2010: Miszori Andrea Mária (független)[9]
- 2010–2014: Zsigray József (független)[10]
- 2014–2019: Török Zoltán (független)[11]
- 2019–2024: Varga Katalin (független)[12]
- 2024– : Varga Katalin (független)[1]

Választástörténeti szempontból országosan is különlegesnek számít a település, mert a rendszerváltás éve, 1990 óta két kivételt leszámítva minden önkormányzati választás alkalmával új polgármestert választott a lakosság; ehhez hasonlóra az ország egészét tekintve is nagyon kevés másik településen akad példa.

## Népesség
A település népességének változása:
| Lakosok száma | 310  | 301  | 301  | 293  | 317  | 328  | 319  |
|               | 2013 | 2014 | 2015 | 2021 | 2022 | 2023 | 2024 |

A 2011-es népszámlálás idején a nemzetiségi megoszlás a következő volt: magyar 98,11%, német 1,57%. A lakosok 78,3%-a római katolikusnak,  4,98% felekezeten kívülinek, 0,88% reformátusnak vallotta magát (14,37% nem nyilatkozott).
2022-ben a lakosság 86,4%-a vallotta magát magyarnak, 2,2% németnek, 0,3% cigánynak, 4,7% egyéb, nem hazai nemzetiségűnek (12% nem nyilatkozott; a kettős identitások miatt a végösszeg nagyobb lehet 100%-nál). Vallásuk szerint 54,6% volt római katolikus, 1,9% református, 1,3% evangélikus, 1,6% egyéb katolikus, 8,5% felekezeten kívüli (32,2% nem válaszolt).